# نزاع جبهة النصرة–جبهة ثوار سوريا/حركة حزم
نزاع جبهة النصرة–جبهة ثوار سوريا/حركة حزم بدأ في أواخر أكتوبر 2014، أثناء الحرب الأهلية السورية، في محافظتي إدلب وحلب، التي حاولت أثناءه جبهة النصرة إنشاء دولة إسلامية منافسة لداعش. وعلى الرغم من ذلك، واصلت فصائل جبهة النصرة والجيش السوري الحر التعاون في محافظتي القنيطرة ودرعا الجنوبية السورية.

## خلفية
قبل الاشتباكات، كانت هناك توترات بالفعل بين جبهة النصرة وجبهة ثوار سوريا. وقد قتلت جبهة النصرة 100 عضوا من هذه الأخيرة أثناء الاشتباكات التي وقعت في يوليو 2014. بعد ذلك، أطلقت جبهة النصرة غارة مدينة إدلب 2014، التي أسفرت عن فشل. وألقوا باللائمة على جبهة ثوار سوريا بسبب الفشل، لأن جبهة ثوار سوريا قامت بطعنهم في ظهرهم، وفقا لما أفادت به الجبهة. ثم بدأت الهجوم. غير أنه وفقا لما ذكره المرصد السوري لحقوق الإنسان، فإن الاشتباكات بين الجانبين قد بدأت قبل الغارة بالفعل.

## النزاع

### هجوم جبل الزاوية (أكتوبر–نوفمبر 2014)
اندلعت الاشتباكات بين الجانبين في 26 أكتوبر 2014 مع تضارب في المعلومات عن السبب. في الفترة من 27 إلى 28 أكتوبر، هاجمت جبهة النصرة جبهة ثوار سوريا واستولت على بلدات وقرى بليون، وكنصفرة، وإبلين، وإبديتا، ومشون، والمغارة، وكذلك أربع من نقاط تفتيشها بالقرب من معرة النعمان. «لقد حدث ذلك من قبل وتمكننا من تجاوزه. ولكن هذه المرة كانت التعبئة واسعة للغاية،» قال مسؤول عسكري في جبهة ثوار سوريا. وأضاف أن جبهة ثوار سوريا قد أسرت 25 من المقاتلين التابعين لجبهة النصرة. وزعم أيضا أن مقاتلي تنظيم الدولة الإسلامية يؤازرون جبهة النصرة في الهجوم. ولكن المرصد السوري لحقوق الإنسان قال إنه كان هناك مجموعة أخرى من المجموعات المتشددة، هي جند الأقصى، التي تقوم بتوفير الدعم.
في 28 أكتوبر، هاجمت جبهة النصرة أيضا نقطة تفتيش تابعة لحركة حزم في ريف حلب الغربي ولكن تم صد هذا الهجوم وقتل عدد من مقاتلي جبهة النصرة. وفي الوقت نفسه، شهدت منطقة الأتارب والفوج 46 «توترا وموقف الانتظار والترقب» بعد هذه الاشتباكات. ووقع صدام آخر بين الطرفين في المنطقة الواقعة بين معر دبسة وخان السبل في ريف إدلب.
في 29 أكتوبر، استولى جيش المجاهدين على نقاط تفتيش لحركة حزم حول الأتارب، في حين كان من المتوقع أن تشغل أهل الشام نقاط التفتيش التابعة لجبهة النصرة في نفس المنطقة كجزء من صفقة بين الجماعات المعارضة. وافق كلا الطرفين على الإفراج عن جميع المحتجزين بعد ذلك.
في 30 أكتوبر، أسفرت الاشتباكات التي وقعت في خان السبل بين حركة حزم وجبهة النصرة عن مقتل ثلاثة مقاتلين.
في 31 أكتوبر، شكلت 15 كتيبة إسلامية «قوات الصلح» وأرسلتها إلى منطقة جبل الزاوية، حيث ما زالت جبهة النصرة وجبهة ثوار سوريا تقاتل، من أجل فصل الطرفين عن بعضهما البعض. وشملت الكتائب الـ 15 ما يلي: جيش المجاهدين، وكتائب نور الدين الزنكي الإسلامية، وفيلق الشام، والفرقة 13، ولواء عمر المختار، وحركة حزم، وأحرار الشام، ولواء الحق، والجبهة السورية للتحرير، واللواء الأول، وصقور الشام، وجيش الإسلام.
في غضون ذلك، اندلع القتال بين جبهة ثوار سوريا وجبهة النصرة في قرية دير سنبل، وعانى الجانبان من خسائر فادحة. قبل أن تصل إلى دير سنبل، استولت جبهة النصرة على اثنتي عشرة قرية في المنطقة. وفي اليوم التالي، أجبرت جبهة النصرة جبهة ثوار سوريا على الانسحاب من القرية. ومع سقوط دير سنبل، سيطرت جبهة النصرة على معظم البلدات والقرى الواقعة على جبل الزاوية. وقد أدى ذلك أيضا إلى انضمام العديد من المقاتلين في جبهة ثوار سوريا إلى جبهة النصرة. في الوقت نفسه، أرسل داعش بعض مقاتليه إلى المنطقة المتنازع عليها (البارة، وكنصفرة، والريف الشرقي من معرة النعمان) لتقديم المساعدة إلى جبهة النصرة في قتالها ضد جبهة ثوار سوريا، الذين شارك بعضهم في القتال من أجل دير سنبل.
بعد ذلك، وافقت جبهة النصرة على وقف إطلاق النار المقترح، ابتداء من الساعة الرابعة، ولكنها طالبت بمثول جمال معروف أمام محكمة الشرعية في غضون 24 ساعة بعد طلب القاضي.
في 2 نوفمبر، استولت جبهة النصرة على خان السبل، في محافظة إدلب، بعد انسحاب مقاتلي حركة حزم من البلدة. وسيطرت جبهة النصرة كذلك على قرى وبلدات معر شورين، ومعصران، وداديخ، وكفر بطيخ، وكفرومة، من المعارضين الإسلاميين وحركة حزم، وبذلك أخذت منطقة جبل الزاوية بأكملها تقريباً.
في 3 نوفمبر، أفيد عن تجمع مقاتلي جبهة النصرة في بلدة سرمدا في محافظة إدلب، على بعد حوالي 4 ميلا (6 كيلومترات) من معبر باب الهوى الحدودي الذي تسيطر عليه الجبهة الإسلامية. إذا استولت جبهة النصرة على المعبر، فإنها ستمنع وجود خط إمداد هام للمعارضة المدعومة من الغرب. وبهذه اللحظة، هزمت حركة حزم بالكامل. قام مئات من أعضائها بالانشقاق أو الفرار؛ واستولت جبهة النصرة على مخبأها للأسلحة الأمريكية، وغادر زعيم الجماعة وحوالي 50 من المقاتلين المتبقين المنطقة واتجهوا إلى حلب.

## أهمية إستراتيجية
ما حدث مؤخرا من انتصارات للجيش السوري خلال هجوم حماة 2014، ومعركة مورك قد أدى إلى ترك ريف إدلب الجنوبي غير حصين. وقد كان الاقتتال الدائر بين جبهة النصرة وجبهة ثوار سوريا قد هدد خط المواجهة المشكل حديثا في جنوب خان شيخون. مع فقدانها معقلها في إدلب، لم يترك لجبهة ثوار سوريا سوى وجود في جنوب سوريا. تعرضت جماعات المعارضة المدعومة من الغرب في سوريا لضغوط متزايدة مع استمرار القوات الحكومية في التقدم في غرب البلد وجنوبه.
في 3 مايو 2015، قام بعض الأعضاء السابقين في الفروع الشمالية لحركة حزم، (بما في ذلك كتائب شهداء الأتارب) وجبهة ثوار سوريا إلى جانب جبهة الأكراد، والجماعة المكونة الرئيسية للواء فجر الحرية، وهي كتيبة الشمس الشمالية (التي جعلت فجر كتائب الحرية لم يعد لها وجود في العملية)، وجماعات أصغر تابعة للجيش السوري الحر، ب تشكيل جيش الثوار. وانضم أيضا إلى جبهة الشامية العديد من الأعضاء الشماليين التابعين لجبهة ثوار سوريا وحركة حزم.